# サラトガ・クーラー
サラトガ・クーラー（英: Saratoga Cooler）は、ノンアルコールカクテルの1種。
「サラトガ」はアメリカのニューヨーク州サラトガの意。「モスコー・ミュールのウォッカ抜き、ノンアルコール版」と表現することもできる。
ジンジャーエールの甘みをライムが引き締めた爽やかな味。

## レシピの例
材料
- ライム・ジュース - 20ml
- シュガー・シロップ - 1tsp
- ジンジャーエール - 適量

作り方
1. 氷の入ったコリンズグラスに材料を入れ軽く混ぜる。
2. 好みでカットしたライムやスライスライムを飾る。ライムの皮を螺旋状に剥いてホーセズ・ネックのように飾ることもある[1]。

甘みが強すぎると思う場合は、シュガー・シロップを抜く。